# Liquid Biopsy

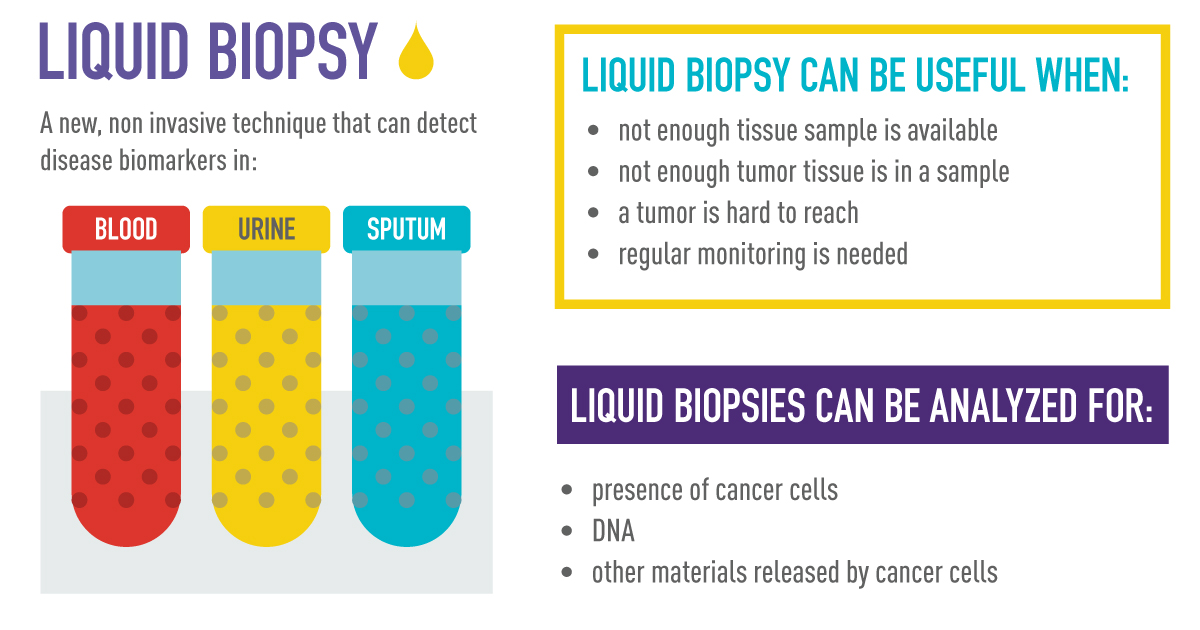
Liquid Biopsy

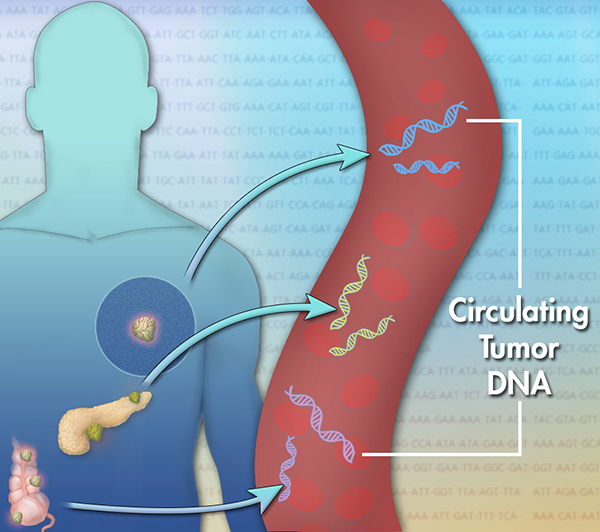
DNA-Bruchstücke von Tumorzellen gelangen in die Blutbahn

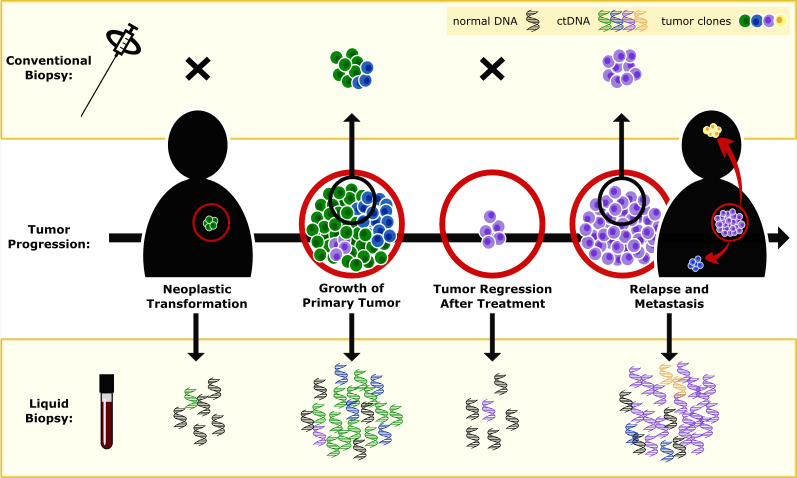
Erweiterte klinische Diagnostik durch Liquid Biopsy gegenüber konventioneller Biopsie

Unter einer Liquid Biopsy (LB, deutsch Flüssigbiopsie) versteht man die Probeentnahme und Analyse von nicht festem, biologischen Gewebe, hauptsächlich Blut. Ein Vorteil besteht darin, dass sie weitgehend nichtinvasiv erfolgt. Wie die herkömmliche Biopsie, wird diese Untersuchungsart hauptsächlich zur Diagnose und Überwachung von Krankheiten wie Krebs eingesetzt. Das Verfahren wurde durch Fortschritte bei der DNA-Sequenzierung des menschlichen Genoms ermöglicht, wodurch genetische Mutationen von Krebszellen erkannt werden können.

## Tumordiagnostik
Nach einer Blutentnahme werden zirkulierende Tumorzellen oder Tumor-Erbgut im Blut nachgewiesen.
Zirkulierende Tumorzellen (englisch Circulating tumor cells, CTCs) sind einzelne Krebszellen, die vom Tumor in die Blutbahn gelangen. Sie können durch bestimmte Eigenschaften von normalen Blutzellen unterschieden werden. Inzwischen gibt es mehrere Verfahren, mit denen CTCs gezählt und zum Teil auch angereichert werden können. Hat man die Zellen isoliert, kann man ihr Erbgut oder ihre Eiweiß-Zusammensetzung untersuchen.
Bei zirkulierender Tumor-DNA (englisch Circulating free DNA, cfDNA) handelt es sich um kurze Erbgut-Abschnitte, die als Abbaureste von Tumorzellen im Blut freigesetzt wurden. Im Blut treibt allerdings auch DNA, die von gesunden Zellen stammt. Die Tumor-DNA weist man nach, indem man die DNA aus gesunden Zellen vollständig aus der Blutprobe entfernt.
Der Tumormarker cell free microRNA-375 (cf miR-375) wird  u. a. von Merkelzell-Tumorzellen übermäßig ins Blut freigesetzt. Mit einer Blutuntersuchung kann das Ansprechen auf eine Therapie überprüft und ein eventueller Krankheitsrückfall frühzeitig erkannt werden.
Mit der Liquid Biopsy des Urins konnte aufgezeigt werden, dass Immunzellen, die im Urin gefunden wurden, repräsentativer für die Diagnostik eines Blasenkarzinoms waren, als Immunzellen aus dem Blut, was darauf schließen lässt, dass das Verfahren mittels Urin anstelle des Blutes dazu beitragen kann, die Reaktion auf eine Immuntherapie genauer zu überprüfen. T-Lymphozyten kommen im Urin normalerweise bei gesunden Personen nicht vor. Entscheidend ist, dass die T-Zellen mit denen in der Tumorumgebung des Blasenkarzinoms übereinstimmen, unabhängig vom Krebsstadium und dem Behandlungsverlauf. Die Immuntherapie ist für Krebsarten, die schwer zu behandeln sind, vielversprechend, jedoch sprechen nur 30–40 Prozent der Patienten auf eine Immuntherapie an. Diese können damit identifiziert werden.
Beim malignen Melanom kann eine Immuntherapie mit Anti‐CTLA-4‐ und Anti‐PD-1‐Antikörpern sowie Therapien, die gegen bestimmte Mutationen gerichtet sind, wie BRAF, NRAS und c‐KIT durchgeführt werden. Im Fall von Melanompatienten können die Ergebnisse der Liquid Biopsy als neuartige prädiktive Biomarker bei therapeutischen Entscheidungen hilfreich sein, insbesondere im Zusammenhang mit mutationsbasierten, zielgerichteten Therapien.
Beim Adenokarzinom der Bauchspeicheldrüse (englisch Pancreatic ductal adenocarcinoma, PDAC) kann durch die Untersuchung von DNA-basierten Biomarkern in exosomaler Speichel-DNA (exoDNA) mittels Liquid Biopsy die Früherkennung, Tumorstratifizierung, Therapiestratifizierung und das Monitoring bei Patienten mit PDAC durchgeführt werden.
Anfang 2019 gaben Forscher des Universitätsklinikums Heidelberg bekannt, dass die ersten marktfähigen Bluttests für Brustkrebs entwickelt worden seien. Das neue Verfahren mittels Liquid Biopsy erkenne eine Krebserkrankung anhand von Biomarkern und könne somit das Diagnosespektrum bildgebender  Diagnoseverfahren wie Mammographie, Ultraschall oder Magnetresonanztomographie (MRT) erweitern. Im Blut von an Brustkrebs erkrankten Frauen konnten bis zu 15 verschiedene Biomarker (microRNA und Methylierungsmarker) identifiziert werden, mit deren Hilfe auch kleine Tumore (< 5 mm) nachweisbar seien. Die Biomarker könnten ebenso Auskunft darüber geben, ob eine Behandlung anspricht oder eine Therapieresistenz eintritt. In einer gemeinsamen Stellungnahme der Deutschen Krebsgesellschaft (DKG), Deutschen Gesellschaft für Gynäkologie und Geburtshilfe (DGGG), DGS, AGO, AGO Mamma, AGO TraFo, Deutschen Gesellschaft für Hämatologie und Medizinische Onkologie (DGHO) wird ausdrücklich die Forschung zur Liquid-Biopsy-Technologie begrüßt, aber gleichzeitig vor einer verfrühten Anwendung des Tests gewarnt. Eine wissenschaftliche Publikation liege noch nicht vor. Die klinischen Konsequenzen des Testes im Zusammenhang mit den Ergebnissen andere diagnostischer Verfahren, beispielsweise Mammographie und Sonografie, müssten zunächst in Studien überprüft werden. Dies bestätigte nunmehr die Uni Heidelberg, Das Diagnoseverfahren könne zwar Ende des Jahres zu Testzwecken im Labor eingesetzt werden, damit sei der Test, der in Blutproben Botenstoffe von Tumorzellen detektieren kann, aber noch nicht auf dem Markt. Gerade bei Frauen über 50 läge die Trefferquote der Tests gerade einmal bei 60 Prozent. Bei jüngeren Patientinnengruppen waren die Ergebnisse zwar besser, aber gerade Frauen über 50 haben eben das größte Brustkrebsrisiko.
Inzwischen hat die Staatsanwaltschaft Heidelberg hierzu Vorermittlungen aufgenommen. Uniklinikum und Spin-Off Heiscreen hatten den Test trotz fehlender Daten als „Meilenstein“ in der Brustkrebs-Frühdiagnostik bezeichnet.
Finanzielle Verstrickungen von Ärzten, aber auch von Prominenten sollen die PR-Kampagne begünstigt haben.

## Weitere Diagnostikmöglichkeiten
Bei der Herzinfarktdiagnose wird nach im Blut zirkulierenden Endothelzellen (englisch Circulating endothel cells, CECs) gesucht.
In der Pränataldiagnostik wird aus dem mütterlichen Blut oder Fruchtwasser zellfreie fetale DNA (englisch Cell-free fetal DNA, cffDNA) extrahiert. Pränatale Abstammungsgutachten (Vaterschaftstests) basieren auf dieser Methode, bei der die genetischen Marker Einzelnukleotid-Polymorphismus (englisch Single Nucleotide Polymorphism, SNP) des angenommenen Vaters und des Embryos verglichen werden. Gemäß  Gendiagnostikgesetz dürfen diese in Deutschland nur vorgenommen werden, wenn eine Straftat nach    § 176 bis § 178 StGB (Sexueller Missbrauch von Kindern) vorliegt.
Es kann die Isolierung von Protoporphyrin IX aus Blutproben als Diagnosewerkzeug für Atherosklerose verwendet werden.
Bei der Untersuchung des Zentralnervensystems kann anstelle von Blut Zerebrospinalflüssigkeit entnommen werden.

## Blutentnahme
Für die Blutentnahme (etwa 10 ml) müssen spezielle Röhrchen eingesetzt werden. Die meisten Standardröhrchen für die Blutentnahme bestehen aus positiv geladenen Kunststoffen, so dass die negativ geladene cfDNA adsorbiert wird und bei der Analyse nicht mehr nachgewiesen werden kann. Zudem beginnt der Zerfall der Blutzellen nach der Entnahme, wodurch genomische DNA freigesetzt und jede Analyse der tatsächlichen cfDNA verzerrt wird. Beide Prozesse beeinflussen die Sensitivität und das Ergebnis der Analyse der Liquid Biopsy. Daher sollen bewährte Blutentnahmeröhrchen aus der Pränataldiagnostik oder solche, die speziell für tumorgenetische Untersuchungen entwickelt wurden, eingesetzt werden. Sie bestehen aus negativ geladenen Werkstoffen und enthalten Stabilisatoren, die den Blutzellenzerfall etwa fünf Tage lang verhindern. Ferner sollten für die Blutentnahme Kanülen in  ausreichender Größe (≥ 21 Gauge) eingesetzt werden, damit kernhaltige Blutzellen intakt bleiben, beispielsweise Entnahmesysteme, die für Blutkulturen eingesetzt werden und darauf ausgerichtet sind, Blutzellen intakt und vital zu erhalten. Aufgrund der geringen Konzentration von < 0,001 % im Plasma muss die cfDNA mithilfe spezieller Amplifikationsmethoden angereichert werden, damit anschließend nach bestimmten Mutationen gesucht werden kann.

## Analyse
Das Fraunhofer-Institut für Mikrotechnik und Mikrosysteme (IMM) hat ein vollautomatisiertes System für die Liquid Biopsy zur Isolierung einzelner Tumorzellen (CTCs) aus Patientenblut entwickelt. Zunächst werden die Tumorzellen mittels immunomagnetischer Separation (IMS) aus der Probe isoliert und in ein kleineres Probenvolumen überführt. Anschließend wird der Extrakt zur Entfernung des unspezifischen Zellhintergrundes in eine mikrofluidische Kartusche überführt, in der die Krebszellen durchflusszytometrisch erkannt werden. Nach Erkennen einer Tumorzelle im Mikrokanal werden die einzelnen Zielzellen mittels eines Druckstoßes direkt in Kavitäten einer Mikrotiterplatte dispensiert.

## Klinische Bewertung
Die Deutsche Gesellschaft für Pathologie (DGP) sieht den Einsatz der Liquid Biopsy unter Vorbehalt. Es gäbe derzeit bei dem Verfahren zu große Unsicherheiten, um damit verlässliche Aussagen zur Früherkennung, Diagnostik,  Therapie, Verlauf oder Prognose von Krebserkrankungen treffen zu können. Zellfreie, zirkulierende Tumor-DNA ist nicht bei allen, sondern nur bei etwa 70 Prozent der metastasierten Tumorerkrankungen nachzuweisen. Es kann daher in einzelnen Fällen zu falsch-negativen Ergebnissen kommen. Es seien große Unterschiede zwischen unterschiedlichen Tumortypen und in Abhängigkeit vom Tumorstadium feststellbar. Für Hirntumoren sei der cfDNA-Nachweis wegen der Blut-Hirn-Schranke ungeeignet, da nur extrem wenige DNA-Fragmente im Blut aufgefunden werden konnten. Noch mangele es an einer Standardisierung bestehender cfDNA-Isolations- und Analysetechnologien sowie am Qualitätsmanagement der Probenbearbeitung. Bei besonders malignen Hirntumoren wie dem Medulloblastom könnte Liquor eine bessere Alternative zu Blutproben werden.
Die Liquid Biopsy kann unter bestimmten Bedingungen die Tumordiagnostik ergänzen, beispielsweise wenn kein Primärtumor gefunden wird, so beim nichtkleinzelligen Bronchialkarzinom (englisch non small cell lung cancer, NSCLC). Hier erfolgt die Liquid Biopsy zum Nachweis einer EGFR-T790M-Mutation. Die Mutation des epidermalen Wachstumsfaktor-Rezeptors (englisch Epidermal Growth Factor Receptor, EGFR) ersetzt ein Threonin (T) durch ein Methionin (M) an Position 790 von Exon 20. Zu den aktivierenden Mutationen des EGFR zählen ferner die Mutation vom Exon 21 und Exon 19. Die aktivierenden Mutationen des EGFR können  dauerhaft Wachstumssignale aussenden und so zum unkontrollierten Wachstum des Tumors beitragen. Osimertinib wurde 2017 sowohl von der FDA als auch der Europäischen Kommission für die Therapie des NSCLC zugelassen.

## Weiterführende Literatur
- Andreas Jung, Thomas Kirchner: Liquid Biopsy in der tumorgenetischen Diagnostik, (Review). In: Deutsches Aerzteblatt Online. 2018, doi:10.3238/arztebl.2018.0169 – (deutsche Fassung).
- Daniela Zimmermann, Walter Depner, Circulating biomarkers – the great white hope of liquid biopsy, Health care in Europe, 20. März 2017. Abgerufen am 4. März 2019.
- Robert H. Eibl, Markus Schneemann: Cell-free DNA as a biomarker in cancer, (Review). In: Extracell Vesicles Circ Nucleic Acids. 2022, doi:10.20517/evcna.2022.20